# カロコホノコハウ国立歴史公園

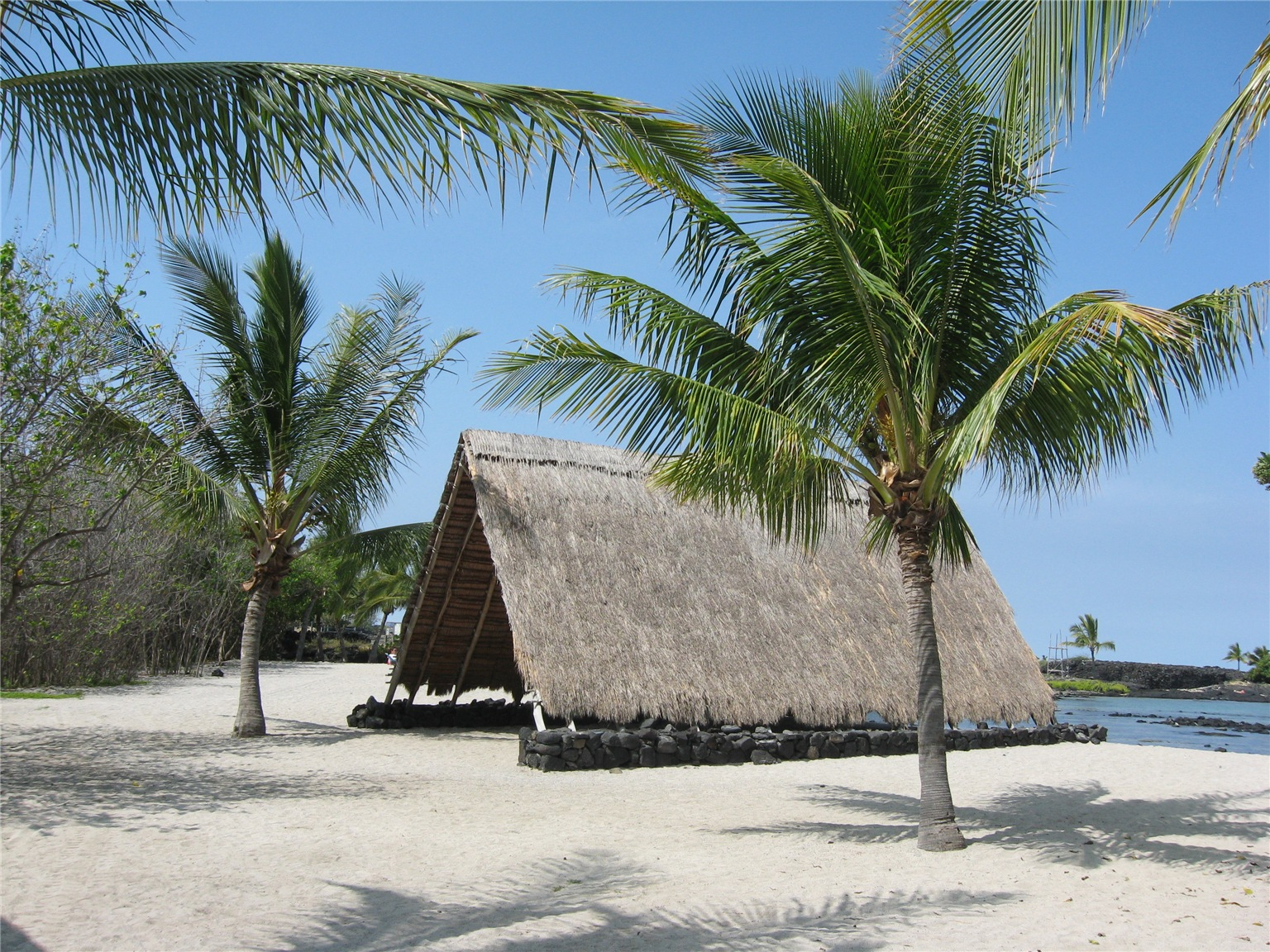
ホノコハウ・ハラウ

カロコホノコハウ国立歴史公園（カロコホノコハウこくりつれきしこうえん、英語: Kaloko-Honokohau National Historical Park）は、アメリカ合衆国ハワイ州ハワイ島・北コナ地区にある国立歴史公園。

## 概要
カロコホノコハウ国立歴史公園はハワイ島のカイルア・コナに近く、海に面していて、園内にはアラ・カハカイ国立歴史トレイルもあり、様々に散策できる。入場無料。この公園は1978年に設置され、2000年にハワイ語の名称に変更されている  。

## カロコとホノコハウ
カロコもホノコハウもハワイの土地所有制度のアフプアアによるこの地の名称で、2つの土地にまたがっている。

### カロコ
公園北側のカロコ（Kaloko=ハワイ語で「池」）には、海側のトレイルは養魚池（地形学上はアンキアライン池）がある湿地帯へ行ける。山側にはアラ・カハカイ・トレイルがあり、トレイルは公園から出て、さらにパインツリービーチ、ハワイ州立自然エネルギー研究所、コナ国際空港方面へ続いている。

### ホノコハウ
公園南側のホノコハウ（Honokohau=ハワイ語で「露を集める湾」）にはビジターセンターがあり、そこで資料を貰い、そこから北へカロコ方面へも行けるし、歩道を歩いて、ペトログリフ（岩面彫刻）などを見て、ホノコハウ国立歴史遺跡（Honokohau Settlement）になっている捕魚池へ着くと、もうホノコハウ港（Honokohau Harbor）のすぐ隣りである。

## 交通
ハワイ島の西側にあり、ハワイ州道19号線の海側（西側）で、コナ国際空港の南3マイルの地点にある 。

## 写真集
- カロコの養魚池
- ホノコハウの捕魚池
- 海岸のヘイアウ（聖域）
- ホノコハウ港

## 参照項目
- 国立歴史公園 (National Historic Park)
- プウコホラ・ヘイアウ